# 白颈蓝鸦
白颈蓝鸦（学名：Cyanocorax cayanus），是鸦科蓝鸦属的一种，分布于巴西、法属圭亚那、圭亚那、苏里南和委内瑞拉。全球活动范围约为1,160,000平方千米。该物种的保护状况被评为无危。
白颈蓝鸦的平均体重约为183.0克。栖息地包括亚热带或热带的（低地）干燥疏灌丛、亚热带或热带的湿润低地林、干燥的稀树草原、亚热带或热带严重退化的前森林、乡村花园和城市。